# クロディーヌ・ロンジェ

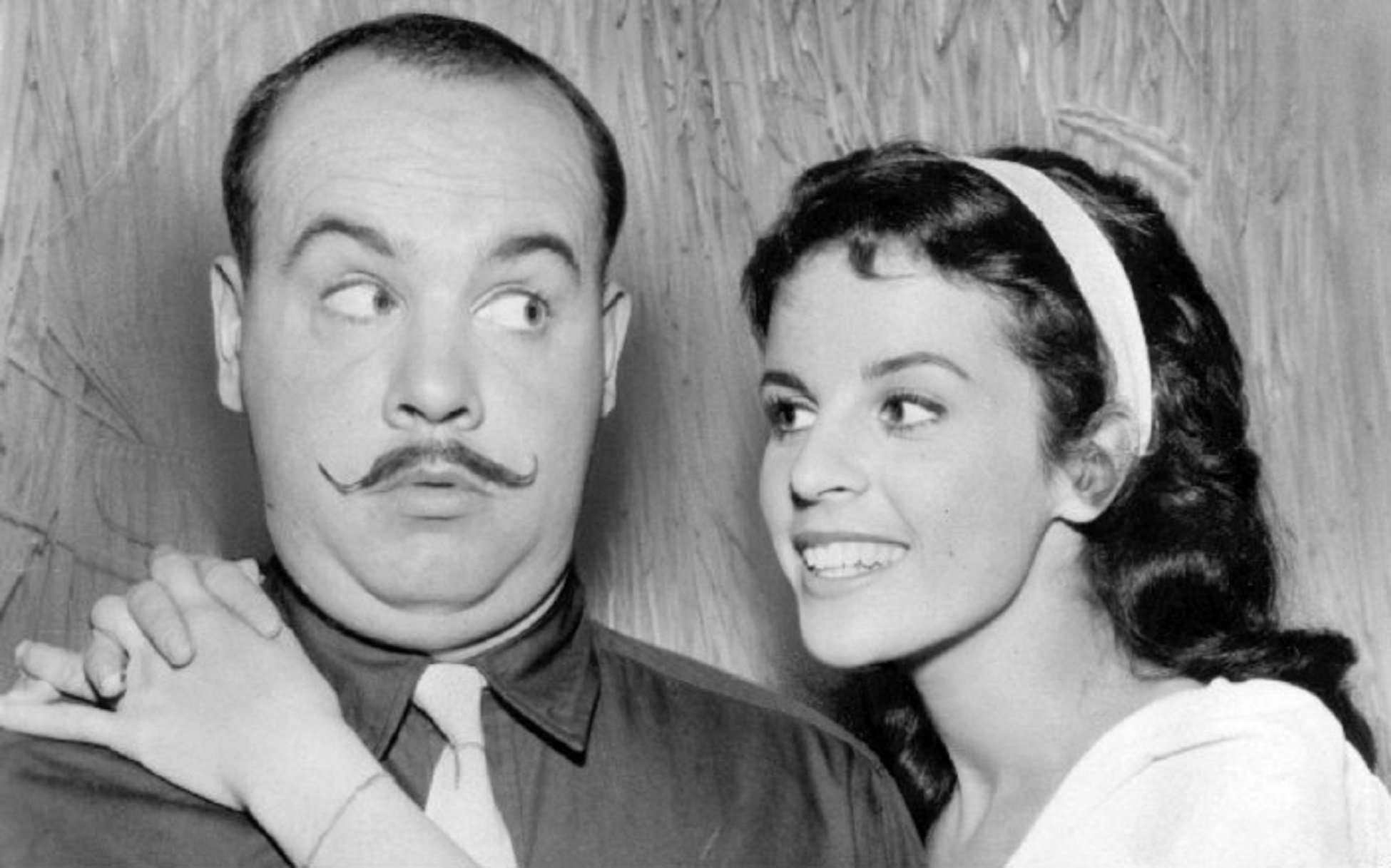
ティム・コンウェイとクロディーヌ・ロンジェ（1963年）

クロディーヌ・ロンジェ（Claudine Longet、1942年1月29日 - ）は、1960年代と1970年代に活動していたフランス出身の歌手・女優である。元夫はアメリカ人歌手のアンディ・ウィリアムズ。

## 略歴
1942年、パリで生まれる。
1960年、ダンサーとしてラスヴェガスに渡る。運転する車の故障で立ち往生し、困惑するクロディーヌに声をかけたのがアンディ・ウィリアムズであった。
1961年、ウィリアムズと結婚し、その後3人の子供に恵まれる。ウィリアムズのコネにより、クロディーヌは彼が出演するテレビ番組や他の番組に頻繁に出演するようになる。同時に歌手としてのTV出演の機会も増える。
1966年、冒険番組シリーズ『Run For Your Life』でボサノヴァの曲「メディテーション」を歌う。彼女の歌声は、その番組を見ていたA&Mの創設者の1人ハーブ・アルパートを魅了する。後にアルパートはニューオーリンズにあるクラブでクロディーヌと会い、彼が運営するレーベルA&Mでのレコード発表を提案する。クロディーヌは承諾し、その後A&Mでアルバムを5枚発表する。
1970年、ウィリアムズと別居。
1971年、A&Mからウィリアムズが創立したバーナビー・レコードに移籍。2枚のアルバムを発表する。3枚目のアルバムが予定されていたが、後述の事件により未発表となる。それらの未発表音源は、シングル曲と合わせて『シュガー・ミー』というアルバムにまとめられ、1993年にセンチュリーから発売された。
1975年、ウィリアムズと離婚。
1976年、コロラド州アスペンにある別荘にて、クロディーヌが持っていた銃からの銃弾により、当時同棲していたプロスキー選手ウラディミール・サビッチが死亡する。故意による射殺か暴発であるかは現在も不明。クロディーヌは法廷で暴発を主張するが、認められず有罪となる。後に彼女は自分を弁護した弁護士ロン・オースティンと再婚する。この事件以後、クロディーヌは芸能界と音楽活動から引退する。現在もアスペンに在住し隠遁生活を送っている。

## 音楽
クロディーヌの音楽はおおむねポップスに分類される。彼女はアメリカで活動していたため、フレンチ・ポップスというジャンルのアーティストとして語られることは少ない。多くの曲が英語で歌われ、母語のフランス語による歌唱およびセリフが占める割合は少ない。クロディーヌは同時代のポップスやロック、ボサノヴァのカヴァーに積極的で、彼女の作品は現在では同時代の音楽のサンプルとして聴取可能である。フランス語訛りの英語とウィスパーボイスによる甘く繊細な歌声、そしてA&Mならではの洗練されたアレンジは人気を博し、最初のアルバム『クロディーヌ』は50万枚以上の売上を記録した。現在彼女の音楽は、ソフトロック、ドリームポップ、ソフトサイケというジャンルで再評価されている。
クロディーヌは1970年代前半に来日し、その際に「五木の子守唄」と「絵本の中で」の録音を行った。両曲共に日本語で歌われている。

## ディスコグラフィー

### オリジナルアルバム
- クロディーヌ（Claudine）- 1967年：A&M
- 恋の面影（The Look Of Love）- 1967年：A&M
- 恋はみずいろ（Love Is Blue）- 1968年：A&M
- カラーズ（Colors）- 1968年：A&M
- ラン・ワイルド、ラン・フリー（Run Wild, Run Free）- 1970年：A&M
- 愛のプレリュード（We've Only Just Begun）- 1971年：Barnaby
- 夜をぶっ飛ばせ／レッツ・スペンド・ザ・ナイト・トゥギャザー（Let's Spend The Night Together） - 1972年：Barnaby

### 編集盤

#### CD
- シュガー・ミー（Sugar Me） - 1993年
規格品番：CECC-00537（再発：VSCD-061）　未発表に終わったバーナビーレコード時代の3枚目のアルバム用の音源と、当時のシングル曲で構成された作品。
- ベスト・オブ・クロディーヌ・ロンジェ - 1994年
規格品番：CECC-00681　『シュガー・ミー』を含むバーナビー時代の3枚のアルバムからセレクトされたベスト盤。
- A&M デジタル・リマスター・ベスト - 1998年
規格品番：POCM-1573　A&M時代のベスト盤。シングル・リリースのみでアルバム未収録の「スリープ・セイフ・アンド・ウォーム」および「あなたのいないクリスマス」（マーゴ・ガーヤン提供）を収録。後者は、ガーヤンの歌ったバージョンが編集盤「25 Demos」または「Thoughts」に収録されている。また、ガーヤンの唯一のオリジナルアルバム「テイク・ア・ピクチャー」（2000年発売、規格品番PSCR-5872）にもボーナス・トラックとして収録されている。
- ベリー・ベスト・オブ・クロディーヌ・ロンジェ - 2000年
規格品番：CVVC-8041　アメリカのVarèse Vintageから発売された、A&Mとバーナビーの双方の音源からチョイスされたベスト盤に帯と解説を付けて日本発売したもの。「Small Talk」はアンディ・ウィリアムスとデュエットするシングル・ヴァージョンを収録。
- Cuddle Up With Claudine Longet - 2003年
バーナビー時代の音源に、「Long Long Time」と「Electric Moon」のスペイン語ヴァージョンを追加。スペインのVampi Soulより発売。
- Hello Hello:The Best Of Claudine Longet - 2005年
イギリスのRev-Olaから発売されたベスト盤。シングル・リリースのみでアルバム未収録の「White Horses」、「Sleep Safe and Warm」、「あなたのいないクリスマス」を収録。
- ベスト・オブ・A&Mイヤーズ - 2006年
規格品番：UICY-6049　『デジタル・リマスター・ベスト』と同内容の廉価再発盤。
- クロディーヌ・ロンジェ全集～恋はみずいろ - 2008年
規格品番：UICY-8115/6　全曲を収録した「全集」でないことに注意。いわゆるベストアルバム（2枚組）。

#### LP
- ボンソワール・クローディーヌ・ボンソワール（Bonsoir Claudine Bonsoir）
日本独自選曲の編集盤。裏ジャケットには来日時の写真が使用されている。
- ゴールデン・プライズ（Golden Prize）
日本独自選曲の編集盤。本作のために録音された「五木の子守唄」と「絵本の中で」を収録。前者は現在まで未CD化であるが、後者は同曲を作曲した筒美京平の編集盤「筒美京平ウルトラ・ベスト・トラックス ポリグラム・グルービー・フィメール編」に収録されている。「絵本の中で」のマスターテープは現存しないため、レコードの音源がマスターとして使用されている。ちなみにいしだあゆみも同曲を歌っている。

## その他
ローリング・ストーンズは、クロディーヌが起こした（巻き込まれた?）事件を題材に「クロディーヌ」という曲を作った。しかし、物議をかもす事が予想されたため、同曲はお蔵入りとなった。長年ブートレグでしか聞くことができなかったが、2011年の『女たち』スーパーデラックスエディションで初めて公表された。